# Tvillingemontering
Tvillingemontering er et begreb, der bruges om hjulaksler, hvor der er monteret to hjul/dæk i hver side, såkaldte tvillingehjul.
De fleste lastbiler og busser kører med tvillingemontering på en eller flere bagaksler. Anhængere til lastbiler er også ofte tvillingemonteret. Dog ser man på nyere anhængere i stigende grad ekstra brede supersingles i stedet for tvillingehjul med traditionelle dækbredder.
Meningen med tvillingemontering er at fordele køretøjets vægt over et større areal. På vejene vil formålet typisk være at optimere køretøjets lasteevne, idet dæk og fælge har fysiske begrænsninger, hvad angår styrke, fleksibilitet og friktion. På traktorer og andre terrængående maskiner er formålet sjældent at bære en vægtforøgelse, men derimod at fordele den nuværende vægt over en større flade for at undgå, at køretøjet synker ned, hvor der er blødt. Visse steder ønskes også kørsel, der ikke sætter spor, for eksempel ved græsklipning på idrætsanlæg, golfbaner og i parker. I ekstremt bløde områder ses af og til traktorer og mejetærskere med trillingemontering (tre dæk på hver side af hver aksel) eller endda larvebælter.
Til traktorbrug er de yderste dæk ofte beregnet til at kunne afmonteres, når der ikke er brug for dem.
Tidligere havde de fleste treakslede lastbiler i Skandinavien tvillingemontering på begge bagaksler for bedre at klare de glatte vinterveje. Derfor vil en boogieaksel med tvillingemontering ofte blive benævnt nordisk boogie. Hvis boogieakslen er enkeltmonteret (et hjul i hver side), kaldes det stadig ofte fattigmandsboogie (der var ikke råd til fire dæk), selvom nutidens enkeltmonterede aksler laster det samme som de tvillingemonterede og derfor ses på flere og flere biler. En anden årsag til tvillingehjulenes tilbagetog på boogieakslerne er, at flere og flere vogne bygges med styrende boogieaksel, og der derfor simpelthen ikke er plads til to dæk.
- Wikimedia Commons har flere filer relateret til Tvillingemontering